# Szomód
Szomód är en ort i Ungern.   Den ligger i provinsen Komárom-Esztergom, i den nordvästra delen av landet, 60 km väster om huvudstaden Budapest. Szomód ligger 148 meter över havet och antalet invånare är 2 020.
Terrängen runt Szomód är platt västerut, men österut är den kuperad. Runt Szomód är det ganska tätbefolkat, med 214 invånare per kvadratkilometer. Närmaste större samhälle är Tata, 3,9 km söder om Szomód. Runt Szomód är det i huvudsak tätbebyggt.